# Gaumont Champs-Élysées Marignan
Pour les articles homonymes, voir Marignan.
Le Gaumont Champs-Élysées, originellement connu sous le nom de Marignan-Pathé, est un complexe cinématographique de 6 salles, situé entre le 27 et le 33 de l'avenue des Champs-Élysées dans le 8e arrondissement de Paris, actif de 1933 à 2023.

## Historique
En 1930, la Société de gérance des cinémas Pathé fait construire deux cinémas sur les Champs-Élysées, l'Ermitage et le Marignan. À l'initiative du producteur Bernard Natan, le Pathé-Natan Marignan voit le jour au sein d'un nouvel immeuble de l'avenue, imaginé par l'architecte Eugène Bruyneel, au croisement de la rue de Marignan. Il est inauguré le 30 mars 1933 avec le film La Dame de chez Maxim's d'Alexandre Korda en présence de nombreuses personnalités du cinéma (Louis Lumière, Françoise Rosay, Jacques Feyder…) mais aussi Coco Chanel, Kaddour Benghabrit ou encore le président de la Chambre des députés, Fernand Bouisson.
Durant ses premières années, le Marignan connaît son plus grand succès en 1938 avec Blanche-Neige et les Sept Nains de Walt Disney, resté à l'affiche en exclusivité durant 18 semaines. La Seconde Guerre mondiale vient toutefois bouleverser son ascension.
Réquisitionné par les Allemands sous l'Occupation, à l'instar du Rex, l'immeuble du Marignan devient le siège parisien de l'Organisation Todt à partir de septembre 1940 et le cinéma, renommé Soldatenkino, est désormais réservé aux officiers allemands
. À la Libération de Paris, il devient réservé aux troupes alliés, prenant le nom d'Allied Troop Theater.
Le Marignan rouvre au public en 1946. Il fonctionne en tandem avec le Marivaux puis le Français sur les Grands Boulevards. Après une première rénovation en 1957, la grande salle est séparée en deux en 1968, faisant du Marignan-Concorde le premier complexe cinématographique du circuit Pathé Cinéma.
Dans les années 1970, le Marignan-Concorde est redivisé et agrandi à plusieurs reprises, lui permettant d'atteindre le nombre de sept salles en 1980. Deux petites salles seront toutefois refusionnées en 1990. En 1992, à la suite de l'échange de salles entre Pathé Cinéma et Gaumont pour se renforcer chacun sur certaines villes, le Marignan-Concorde intègre le circuit Gaumont.
Le Gaumont Marignan retombe sous la gestion de Pathé dès 2001, après la fusion des salles Gaumont et Pathé au sein d'EuroPalaces. En 2004, le Gaumont Marignan et le Gaumont Ambassade sont réunis sous l'enseigne Gaumont Champs-Élysées et connaissent une rénovation sous l'égide du designer Christian Lacroix.
Après la fermeture du Gaumont Champs-Elysées Ambassade en 2016, le Gaumont Champs-Élysées Marignan ferme à son tour ses portes le 4 décembre 2023. Pathé Cinémas, locataire des murs, pointe l'absence de modernisation du complexe causée par les bailleurs et une fréquentation en baisse continue.

## Accès
Le site est desservi par les lignes de métro 1 et 9 à la station Franklin D. Roosevelt.